# Sail Away
Az 1972-es Sail Away Randy Newman negyedik nagylemeze. Az album példa Newman zenei szatírájára. A címadó dal egy afrikai rabszolga-kereskedő hangnemét idézi. A Political Science megjósolja, hogy Amerika jobbá teszi a világot azáltal, hogy szinte mindenki mást megsemmisít atomfegyvereivel. A He Gives Us All His Love egy keserédes himnusz a vallásosságról, ami komolynak tűnik, de valójában keserű szatíra.
2002-ben jelent meg új kiadása a Rhino Records gondozásában korábban ki nem adott bónuszdalokkal. 2003-ban az album 321. lett a Rolling Stone magazin Minden idők 500 legjobb albuma listáján. Szerepel az 1001 lemez, amit hallanod kell, mielőtt meghalsz című könyvben.

## Az album dalai
| 1. | Sail Away                                | Randy Newman | 2:56 |
| 2. | Lonely at the Top                        | Newman       | 2:32 |
| 3. | He Gives Us All His Love                 | Newman       | 1:53 |
| 4. | Last Night I Had a Dream                 | Newman       | 3:01 |
| 5. | Simon Smith and the Amazing Dancing Bear | Newman       | 2:00 |
| 6. | Old Man                                  | Newman       | 2:42 |

| 1. | Political Science                      | Newman | 2:00 |
| 2. | Burn On                                | Newman | 2:33 |
| 3. | Memo to My Son                         | Newman | 1:56 |
| 4. | Dayton, Ohio - 1903                    | Newman | 1:47 |
| 5. | You Can Leave Your Hat On              | Newman | 3:18 |
| 6. | God's Song (That's Why I Love Mankind) | Newman | 3:36 |

## Közreműködők
- Randy Newman – hangszerelés, karmester, zongora, ének
- Ry Cooder – gitár a Last Night I Had a Dream és You Can Leave Your Hat On dalokon
- Russ Titelman – gitár
- Jim Keltner – dob
- Gene Parsons – dob
- Earl Palmer – dob
- Chris Ethridge – basszusgitár
- Wilton Felder – basszusgitár
- Jimmy Bond – basszusgitár
- Milt Holland – ütőhangszerek
- Abe Most – altszaxofon a Lonely at the Top-on

## Fordítás
Ez a szócikk részben vagy egészben a Sail Away (Randy Newman album) című angol Wikipédia-szócikk ezen változatának fordításán alapul.  Az eredeti cikk szerkesztőit annak laptörténete sorolja fel. Ez a jelzés csupán a megfogalmazás eredetét és a szerzői jogokat jelzi, nem szolgál a cikkben szereplő információk forrásmegjelöléseként.